# Jazz-Sommer Graz
Der Jazz-Sommer Graz ist ein mehrwöchiges Festival, das seit 1998 jährlich im Juli und August in der steirischen Landeshauptstadt Graz stattfindet. Anfangs trat nur ein Künstler pro Woche (an mehreren Tagen hintereinander) auf. Mittlerweile hat sich diese Konzertreihe zu einer der größten Österreichs etabliert und das Programm wurde in den letzten Jahren wesentlich umfangreicher.
Der Jazz-Sommer Graz wurde bis 2005 am Mariahilfer Platz in einem Zelt abgehalten und findet seit 2006 auf der Schloßbergbühne Kasematten am Grazer Schloßberg statt. Obwohl in den letzten Jahren teils sehr bekannte Künstler auftraten war der Eintritt zu den Konzerten bis 2005 frei. Für die insgesamt 21 Veranstaltungen im Jahr Sommer 2006 war allerdings erstmals Eintritt zu bezahlen.
Die Veranstaltungsreihe endete im Sommer 2011 mit den Auftritten von George Benson und Tower of Power
Künstler, die unter anderem beim Jazz-Sommer Graz aufgetreten sind:
Al Jarreau, Dee Dee Bridgewater, George Benson, Ibrahim Ferrer, Buena Vista Social Club, Chick Corea, Dave Weckl, Randy Crawford, Joe Sample, Joe Zawinul, Otto Lechner, Eddie Palmieri, Al Di Meola, Larry Coryell, Pat Martino, Dave Brubeck, John Scofield, Omara Portuondo, Tower of Power, Abdullah Ibrahim, Dionne Warwick, Klaus Doldinger, Maceo Parker, Gilberto Gil, Solomon Burke, Parov Stelar, Sara Tavares, Bo Diddley, Chico Freeman, Kyle Eastwood, James Morrison, New York Voices, Manu Dibango, Monty Alexander u. v. m.